# 埴原一亟
埴原 一亟（はにはら いちじょう、1907年10月5日 - 1979年12月31日）は、日本の小説家。山梨県出身。
早稲田大学露文科中退。戦前三度の芥川賞候補に選ばれるが、いずれも受賞を逃す。

## 生涯
1907年（明治40年）10月5日、山梨県北巨摩群白州町に生まれる。同町の出身者には山口素堂がいる。生家は宿場本陣の家柄であるが、1912年（大正元年）春、一家そろって上野車坂町に移る。また、大正期に下級官吏であった埴原の父は49歳でこの世を去っている（『文芸復興』誌上に「沈香も焚かず」の題で小説化している）。
早稲田大学露文科を中退後、銀座松屋に勤めながら執筆するが、左翼的との理由で解雇。1932年（昭和7年）、長編『蒼白きインテリ』を刊行（後、発禁）。1940年（昭和15年）『早稲田文学』掲載の小説「店員」が第12回芥川賞候補になり、第13回では「下職人」、第16回では「翌檜」が候補に挙がる。
1945年（昭和20年）6月、一家で樺太に疎開。終戦後、1948年（昭和23年）まで同地でソ連軍指導のもと、日本住民向け新聞『新生活』の編集にあたる。樺太からの引き上げ後は東京都大田区で古書店と大田区初の私立保育園「青空保育園」（後に「子供の家保育園」に改名）を設立。事務のかたわら執筆活動を行う。同年10月『新日本文学会』に参加、日本共産党に入党。
1968年（昭和43年）9月29日『埴原一亟創作集』出版記念会開催。案内状には壷井繁治、藤森成吉、上野壮夫、久保田正文、林富士馬、大庭さち子らの名前が並ぶ。1969年（昭和44年）頃から痛風が持病となり、1977年（昭和52年）には最初の胃手術を行なっている。
1979年（昭和54年）没。72歳。

## 人物・エピソード
『文芸復興』誌に「かまきりの歌」を発表。これは佐藤春夫の『田園の憂鬱』が奥栄一によって執筆されたものであるとした内容であり、このことがマスコミの餌食となって作者宅や編集部に週刊誌記者が殺到した。
酒好きで、痛風に罹った際も「酒で治す」として節酒の気配はなかった。
楽天的な人物で、昭和52年に胃手術を行なった際、「僕は胃が二つあるから心配ない。九○歳まで生きてみんなの追悼号をだしてやるよ」と笑い飛ばした。
自身の死に際し遺書を残した。
```
　　　移転のお知らせ　　　　　　　　　　　　　　　　　　　　　　　　　　　　　　　　　　　　　　　　　　　　　　　　　　　　　　　　　　　　　　　　私このたび俗に言う「あの世」に移転いたしました。しかし私はあの世とか霊とかの存在を全く信じませんので絶対の無のなかに消滅したのです。もうお逢いすることも通信することもできません。　　　　　　　　　　　　　　　　　　　　　　　　　　　　　　　　　　　　　　　　　　　　　　　　　　　　　　　　　　　生前はいろいろ御世話になりました。まして、わがままで独善的な私をあたたかいお心で付合い下さいましたあなたに限りない感謝をお送りいたします。　　　　　誠にありがとうございました。　　　　　　　　　　　　　　　　　　　　　　　　　　　　　　　　　　　　　　　　　　　　　　　　　　　　　　　　　　　　では永久にさようなら。　　　　　　　　　　　　　　　　　　　　　　　　　　　　　　　　　　　　　　　　　　　　　　　　　　　　　　　　　　　　　　　一九七九年十二月三十一日　　　　　　　　　　　　　　　　　　　　　　　　　　　　　　　　　　　　　　　　　　　　　　　　　　　　　　　　　埴原一亟
[
5
]
```

東京作家クラブ副理事長であり、その死に際し宮本顕治から弔電が届いた。

## 作品
- 『蒼白きインテリ』(弘文館、1931年)[15]
- 『デパートの一隅』(一千社出版部、1932年)[16]
  - 「愁しきリズム」
  - 「發芽」
  - 「曲路」
  - 「デパートの一隅」
- 『埴原一亟創作集』(文芸復興叢書2、文芸復興社、1968年)[17][18]
  - 「ある引揚者の生活」
  - 「塵埃」
  - 「生活の出発」
  - 「店員」
  - 「城のかべ」
  - 「織子（おりこ）」
  - 「一疋の縮緬」
  - 「下職人」
  - 「翌檜（あすなろう）」
- 『人間地図』(創思社、1969年)[19]
- 『一国一畳ぼろ屋の主』(栄光出版社、1977年)[20]
- 『東京湾の風』(栄光出版社、1981年)[21]
- 『埴原一亟古本小説集』(夏葉社、2017年)[22][23]
  - 「塵埃」
  - 「十二階」
  - 「翌檜」
  - 「生活の出発」
  - 「枇杷のころ」
  - 「かまきりの歌」